# Nikki Haley
Nikki Haley, ursprungligen Nimarata Randhawa, född 20 januari 1972 i Bamberg i South Carolina, är en amerikansk republikansk politiker. 
Haley var USA:s FN-ambassadör från 25 januari 2017 till 31 december 2018 i president Donald Trumps kabinett. Hon var South Carolinas guvernör åren 2011–2017. Hon var delstatens första kvinnliga samt indisk-amerikanska guvernör. Hon var med på Times lista "The 100 Most Influential People" 2016. Hon rankades som den 43:e mäktigaste kvinnan i världen av Forbes 2017. Haley meddelade sin avgång från posten som FN-ambassadör den 9 oktober 2018 och avgick vid årsskiftet därefter.
Haley var kandidat i republikanska partiets presidentprimärval 2024 till president i USA i det amerikanska presidentvalet 2024. Hon tillkännagav sin kampanj i februari 2023 och avslutade den efter Super Tuesday, den 5 mars 2024.

## Biografi
Haley föddes i en indisk invandrarfamilj i Bamberg i delstaten South Carolina. Hennes far Ajit Singh Randhawa var professor i biologi vid Voorhees College och hennes mor Raj Kaur Randhawa drev ett eget klädföretag. Haley har konverterat från sikhismen till metodismen. Då Haley var fem år gammal, anmälde hennes föräldrar henne till Little Miss Bamberg-tävlingen, men hon diskvalificerades eftersom arrangörerna inte kunde avgöra huruvida hon skulle tävla mot svarta eller vita barn.
Haley avlade 1994 en kandidatexamen (B.Sc.) i företagsekonomi med inriktning redovisning (närmast motsvarande en svensk civilekonomexamen) vid Clemson University i South Carolina. Efter studierna arbetade hon som redovisningsekonom innan hon blev politiker.

## Politisk karriär (fram till presidentkandidaturen 2024)

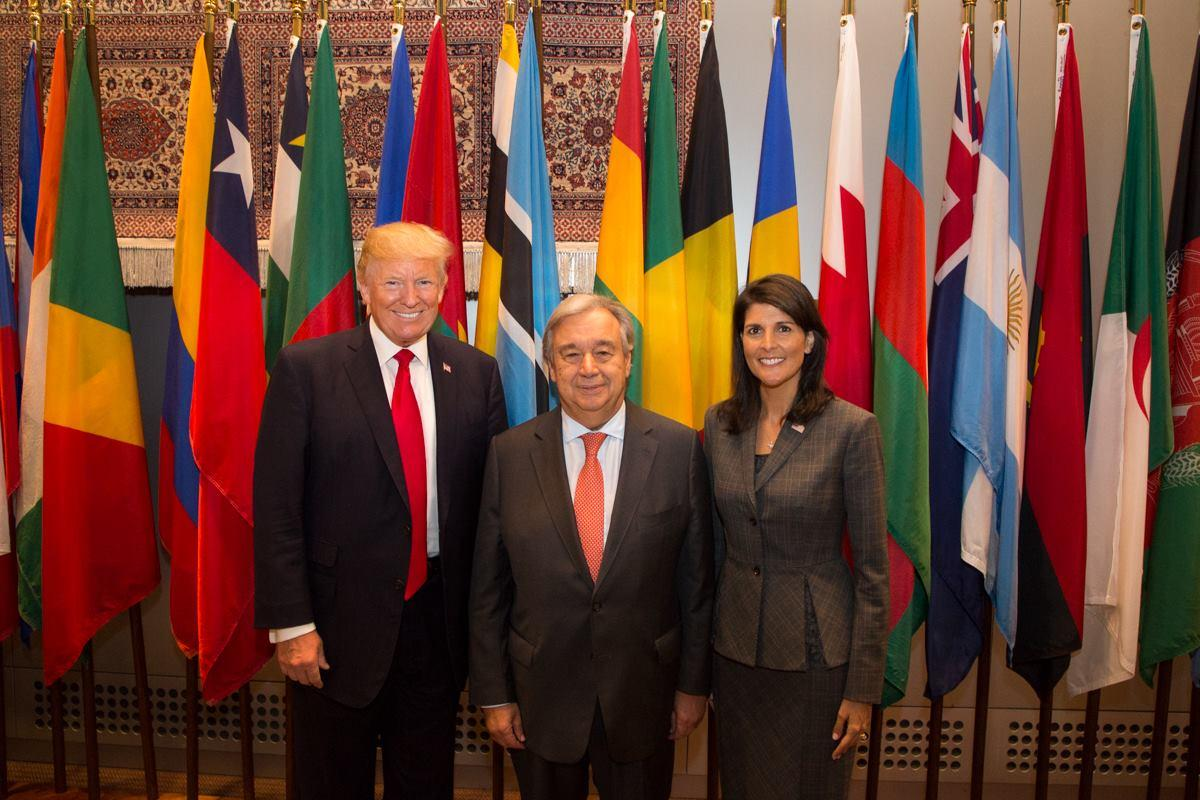
Haley tillsammans med president Donald Trump och FN:s generalsekreterare António Guterres.

Haley är medlem i det republikanska partiet. Åren 2005–2011 var hon ledamot i South Carolinas delstatsrepresentanthus som representant för Lexington County. År 2005 tilldelades hon priset ”Friend of the Taxpayer Award” för sin skattepolitik som fokuserar på skattesänkningar och minskad byråkrati genom olika avregleringar.
Den 14 maj 2009 tillkännagav Haley att hon ställer upp som kandidat för republikanerna i guvernörsvalet 2010 i South Carolina. Hon vann guvernörsvalet den 2 november 2010 efter att ha fått 49 procent av rösterna och besegrat demokraternas kandidat Vincent Sheheen. I och med segern blev Haley den första kvinnliga guvernören i South Carolina. I kampanjen stöttades hon av bland andra Mitt Romney, Sarah Palin och hela Tea Party-rörelsen. Haley vann guvernörsvalet även 2014 och blev därmed omvald som guvernör i South Carolina. Som guvernör i South Carolina förespråkade Haley strikta immigrationslagar och åtgärder mot illegal invandring samt var en stark kritiker av president Barack Obamas kabinett på detta område.
I samband med presidentvalet 2012 diskuterades Haley som en tänkbar vicepresidentkandidat till den republikanska presidentkandidaten Mitt Romney. Under presidentvalet 2016 diskuterades Haley även som en tänkbar vicepresidentkandidat till presidentkandidat Donald Trump under våren 2016, men valet föll senare på Mike Pence.

### Trumpadministrationen
Efter Donald Trumps seger i presidentvalet 2016 diskuterades Haley som en kandidat till flera olika poster, bland annat som en av toppkandidaterna till posten som USA:s utrikesminister i hans kabinett. Den 23 november 2016 meddelade tillträdande president Donald Trump att han valt att nominera Haley till att bli USA:s FN-ambassadör i hans kabinett.
Haley godkändes av USA:s senat den 24 januari 2017. Hon tillträdde posten som FN-ambassadör den 25 januari 2017, efter att ha svurits in av vicepresident Mike Pence. Hon är den första av indisk härkomst som innehar en kabinettspost i USA. Haleys tjänstgöring som ambassadör har noterats för sin höga synlighet.

## Presidentkandidaturen 2024
Nikki Haley kandiderade till att bli det Republikanska partiets presidentkandidat inför presidentvalet 2024. Efter att Ron DeSantis gett upp sin presidentkandidatur under våren 2024 var hon den enda betydande utmanaren mot Donald Trump på den repubikanska sidan. Hon förlorade de åtta första delstaterna i primärvalen gentemot Trump och hamnade därför långt efter vad gäller delegater. Den första vinsten gentemot Trump kom i Washington D.C. i mars 2024 där hon fick 19 delegater. 
| Primärval       | Donald Trump (delegater) | Nikki Haley (delegater) | Kommentarer                                               |
| --------------- | ------------------------ | ----------------------- | --------------------------------------------------------- |
| Iowa            | 20                       | 8                       | Ron DeSantis fick 9 delegater och Vivek Ramaswamy fick 3. |
| New Hampshire   | 13                       | 9                       |                                                           |
| Nevada          | 26                       | 0                       |                                                           |
| Jungfruöarna    | 4                        | 0                       |                                                           |
| South Carolina  | 47                       | 3                       |                                                           |
| Michigan        | 12+39                    | 4                       |                                                           |
| Idaho           | 32                       | 0                       |                                                           |
| Missouri        | 51                       | 0                       |                                                           |
| Washington D.C. | 0                        | 19                      | Nikki Haleys första seger gentemot Trump.                 |
| Texas           | 141                      |                         |                                                           |
| Colorado        | 20                       | 5                       |                                                           |
| Alabama         | 41                       | 0                       |                                                           |
| Vermont         | 0                        | 17                      |                                                           |
| Kalifornien     | 169                      |                         |                                                           |
| Virginia        | 27                       |                         |                                                           |
| Minnesota       | 25                       | 10                      |                                                           |
| North Carolina  | 20                       | 4                       |                                                           |
| Oklahoma        | 37                       | 0                       |                                                           |

## Politiska ställningstaganden

### Abort
Haley benämner sig som pro-life och förespråkar reglerad aborträtt.

### Israel
Haley är känd för att förespråka en nära relation mellan USA och Israel. Hon har starkt kritiserat president Barack Obamas politik på detta område. Hon har även kritiserat FN för att ha varit orättvis mot Israel och sprida vinklade budskap.
Hon har sagt att Florida Parental Rights in Education Act, känd som Don't Say Gay-lagen, inte går tillräckligt långt. Hon anser att förbud mot att diskutera sex och sexualitet före tredje klass bör vara föremål för föräldrars samtycke och att förbudet bör förlängas till sjunde klass. Haley har sagt att hon stöder "frihet" när det gäller samkönade äktenskap.

### Finanspolitik, Medicare och Social Security
När det gäller finanspolitik har Haley indikerat att hon skulle vara villig att göra betydande budgetnedskärningar, inklusive till Medicare och det federala pensionssystemet Social Security.

### Miljö- och klimat
Haley håller med om att den globala uppvärmningen orsakas av mänsklig aktivitet, men har avvisat politik för att minska utsläppen av växthusgaser. Hon har lovat, om hon blir vald, att USA ska lämna Parisavtalet, att återkalla regelverk som begränsar produktionen av fossila bränslen och minska föroreningar från kraftverk och fordon, samt att eliminera subventioner för förnybar energi.

### Utrikespolitik

#### Kina
Nikki Haley har betonat att hon ser kritiskt på Kinas ökade inflytande, såväl i USA som internationellt. Hon har också protesterat mot den kinesiska regimens behandling av uigurerna i Xinjian-provinsen och talat om en bojkott av de Olympiska Spelen 2022.

#### Ukrainakriget
I juni 2023 attackerade hon både Trump och Ron DeSantis för deras ståndpunkter angående den pågående ryska invasionen av Ukraina. Hon sa att Biden inte hade gjort tillräckligt för Ukraina, men sa inte i detalj vad hon skulle göra annorlunda om hon blev vald till president.

## Privatliv
I september 1996 gifte sig Haley med Michael Haley. Paret har två barn, dottern Rena och sonen Nalin.